# Fußball-Ozeanienmeisterschaft 2020
Die Fußball-Ozeanienmeisterschaft 2020 (engl.: OFC Nations Cup) wäre die elfte Ausspielung der ozeanischen Kontinentalmeisterschaft im Fußball gewesen und sollte ursprünglich vom 6. Juni bis zum 20. Juni 2020 in Neuseeland stattfinden.
Am 21. April 2020 wurde die Meisterschaft von der OFC aufgrund der COVID-19-Pandemie und der Schwierigkeit, das Turnier angesichts des engen FIFA-Turnierkalenders auf einen anderen Zeitraum zu verschieben, abgesagt.

## Teilnehmer und Qualifikation
Für das Turnier waren wie gehabt mit Fidschi, Neuseeland, Neukaledonien, Papua-Neuguinea, Salomonen, Tahiti und Vanuatu sieben Teams gesetzt. Der achte Startplatz war für den Sieger einer Qualifikationsrunde, an der die vier leistungsschwächeren Teams Ozeaniens aus Amerikanisch-Samoa, Cookinseln, Samoa und Tonga teilnehmen sollten, vorgesehen.
Gespielt werden sollte in zwei Gruppen à vier Teams. Die jeweiligen Gruppenersten und -zweiten wären in das Halbfinale gekommen. Das Turnier sollte gleichzeitig der Qualifikation der Ozeanien-Zone für die Fußball-Weltmeisterschaft 2022 in Katar dienen. Der Vertreter Ozeaniens bei der WM wurde jedoch unabhängig von den Ergebnissen der Finalrunde bestimmt. Hierzu spielten die drei bestplatzierten Mannschaften jeder Gruppe 2021 noch einmal in zwei Dreier-Gruppen den ozeanischen Teilnehmer (Neuseeland) an den interkontinentalen Play-offs gegen den Viertplatzierten der Nord- und Mittelamerika-Qualifikation (Costa Rica) aus, der sich dabei durchsetzte.
Die Qualifikation für die Ozeanienmeisterschaft sollte vom 21. bis 27. März 2020 im CIFA Academy Field auf Rarotonga, Cookinseln stattfinden, wurde aber am 9. März zunächst verschoben. Diese Qualifikation galt gleichzeitig als 1. Runde der Ozeanien-Qualifikation für die Fußball-Weltmeisterschaft 2022.

## Austragungsorte
Alle Spiele sollten in Auckland im North Harbour Stadium und in der Trusts Arena ausgetragen werden.

## Vorrunde
Die Gruppenspiele des OFC-Nationen-Pokals sollten gleichzeitig als 2. Runde der Ozeanien-Qualifikation für die Fußball-Weltmeisterschaft 2022. Die vier Halbfinalisten sollten im K.-o.-System den Ozeanienmeister ermitteln.
Die ersten Drei jeder Gruppe wiederum sollten in der 3. Runde der Ozeanien-Qualifikation in zwei Dreier-Gruppen in einer weiteren Runde mit Hin- und Rückspielen den ozeanischen Vertreter für die interkontinentalen Play-offs gegen die fünftplatzierte Mannschaft der Südamerika-Qualifikation ausspielen.